# Krtina (gmina Trebnje)
Krtina – wieś w Słowenii, w gminie Trebnje. W 2018 roku liczyła 29 mieszkańców.